# Sarakino (Tetovo)
Sarakino (makedonsky: Сараќино, albánsky: Saraqina) je vesnice v Severní Makedonii. Nachází se v opštině Tetovo v Položském regionu.

## Geografie
Sarakino se nachází pouhých 7 km od města Tetovo a 1 km od hlavní dálnice. Je obklopeno dvěma řekami, Penou a Vardarem.
Sarakino je moderní venkovské sídlo s rozvinutým chovem zvířat a zemědělstvím. V okrajové části obce se nachází Svobodná tetovská hospodářská zóna o rozloze 94,74 ha. Momentálně je zde plánováno 25-30 průmyslových budov, kde má vzniknout až 7 tisíc pracovních míst.

## Historie
Sarakino je kompaktní vesnice rozdělená do čtyř čtvrtí, které byly pojmenovány podle původu obyvatelstva – Bežanosko, Moravčansko, Trajčesko a Mamikomadovsko.
Zmínky o vesnici pochází z let 1467/68 z osmanských listin, kdy zde byla vystavěna první mešita. Vesnici získal do svého vlastnictví jistý Mehmed Bej, který vlastnil i pole v bývalé vesnici Trmčište.
Druhá zmínka o vesnici pochází z roku 1470, kdy jistý Kebir Bej daroval pole u vesnice Sarakino svým dvěma synům. Vesnice se v té době nacházela 1,5 km sevěrně od její dnešní polohy, lokalita je známá pod názvem Staro Sarakince.
Vesnice bývala v minulosti makedonská a žili zde obyvatelé křesťanského vyznání. Původní osada byla zničena četnými nájezdy muslimských zbojníků. Pozůstatky původní vesnice jsou patrné díky pozůstatkům zdí a keramiky.
Díky kvalitní zemědělské půdě sloužilo Sarakino jako farma i v osmanských dobách. Mezi nejznámější majitele vesnice patřili Abdurrahman Paša, Mehmed Paša, Džafer Paša, Akid Paša a Esad Paša. Mehmed a Džafer strávili většinu svého života v Istanbulu, tudíž neměli na obyvatelstvo přílišný vliv. Akid žil v nedalekém Tetovu a do vesnice dojížděl na kontroly. Přímo ve vesnici žil pouze Esad, který s obyvatelstvem velmi dobře vycházel.
Až do roku 1912 vlastnili většinu polí Turci a místní obyvatelé je kupovali ve velmi malém množství. Zbylá pole byla věnována zpět makedonským obyvatelům po první světové válce. Některé pozemky připadli i Albáncům z okolních vesnic.

## Demografie
Podle sčítání lidu z roku 2021 žije ve vesnici 1 153 obyvatel. Etnickými skupinami jsou:
- Makedonci – 791
- Albánci – 277
- Romové – 8
- Srbové – 2
- ostatní – 72

| Rok          | 1900 | 1929 | 1953 | 1961 | 1971 | 1981 | 1994 | 2002 | 2021 |
| ------------ | ---- | ---- | ---- | ---- | ---- | ---- | ---- | ---- | ---- |
| Obyvatelstvo | 210  | 104  | 559  | 542  | 534  | 921  | 955  | 1087 | 1153 |